# Кубеев, Еркин Киноятович
Еркин Киноятович Кубеев (каз. Еркін Қинаятұлы Көбеев; 31 марта 1959, Караганда — 5 февраля 2025) — казахстанский юрист, ректор КарГУ имени академика Е. А. Букетова (2004—2019).

## Биография
Родился 31 марта 1959 года в Караганде. Происходит из подрода кареке рода куандык племени аргын.
Окончил среднюю школу № 2 (1976, с золотой медалью) и юридический факультет Карагандинского государственного университета по специальности «Правоведение» (1981). Работал там же на кафедре государственного права и советского строительства.
В 1986 году поступил в аспирантуру Московского государственного университета имени М. В. Ломоносова по специальности «Конституционное право», в феврале 1990 года защитил кандидатскую диссертацию на тему: «Функции политической системы (конституционный аспект)».
С 1990 года работал в КарГУ доцентом кафедры государственного права и советского строительства, с 1991 года заведующий кафедрой государственного и международного права.
В 1996 году поступил в докторантуру Московской государственной юридической академии, где в ноябре 1998 году успешно защитил докторскую диссертацию «Основы конституционного строя Республики Казахстан» (научный руководитель академик Российской академии наук О. Е. Кутафин).
С 1999 года декан юридического факультета КарГУ. С 2000 года — проректор по учебной работе ЕНУ имени Л. Н. Гумилёва.
С 2004 по 2019 год ректор КарГУ им. академика Е. А. Букетова.
Доктор юридических наук, профессор.
Автор более 300 научных трудов, в том числе монографий.
Заслуженный деятель Республики Казахстан (2005). Награждён орденом «Құрмет» (2011), нагрудными знаками «Почетный работник образования Республики Казахстан» (2004), «И. Алтынсарин» (2006), юбилейными медалями «Қазақстан Конституциясына 10 жыл» (2005), «10 жыл Астана» (2008), «20-летие Независимости Республики Казахстан» (2011).
Умер 5 февраля 2025 года в возрасте 65 лет, похоронен в Караганде.

## Сочинения
- Основы конституционного строя Республики Казахстан : диссертация … доктора юридических наук : 12.00.02. — Москва, 1998. — 384 с.
- Основы конституционного строя-ведущий институт конституционного права Республики Казахстан [Электронный ресурс] : учеб.пособие / Кубеев Е. К. — Электрон. текстовые дан. (5.9Мб) . — Караганда : Изд-во КарГУ, 2000. — 156с. — ISBN 9965464278
- Конституционное право на образование в Республике Казахстан [Электронный ресурс] : научное издание / Е. К. Кубеев, Р. Р. Султанов. — Электрон. текстовые дан.(15,4Мб). — Алматы : Білім, 2007. — 495 с. — ISBN 9965-09-138-2
- Конституционный строй Республики Казахстан [Электронный ресурс] : научное издание / Е. К. Кубеев. — Электрон. текстовые дан.(10,9Мб). — Караганда : Болашак-Баспа, 1998. — 267 с. — ISBN 5-7667-2713-5